# Neosilba fuscipennis
Neosilba fuscipennis är en tvåvingeart som först beskrevs av Charles Howard Curran 1932. Neosilba fuscipennis ingår i släktet Neosilba och familjen stjärtflugor.
Artens utbredningsområde är Panama. Inga underarter finns listade i Catalogue of Life.